# Mibu no Tadamine
Mibu no Tadamine (壬生忠岑 mibu (no) tadamine, né vers 860 - mort vers 920) est un poète de waka de la cour du début de l'époque Heian, membre des Trente-six grands poètes.
Fonctionnaire militaire d'un rang peu élevé, il se distingue par la qualité de sa poésie. Actif de 898 à 920, il occupe un rôle important dans les premiers concours de poésie, comme le Concours de poésie dans la résidence du prince Koresada (是貞の親王家歌合 Koresada no miko no ie no uta-awase), vers 893. Il est par la suite nommé par l'empereur Daigo pour compiler le Kokin Wakashū en 905.
Ses poèmes sont rassemblés dans le Recueil de Tadamine (忠岑集　Tadamine-shū).